# Guaraniaçu
Guaraniaçu este un oraș în Paraná (PR), Brazilia.